# Creative Labs MuVo

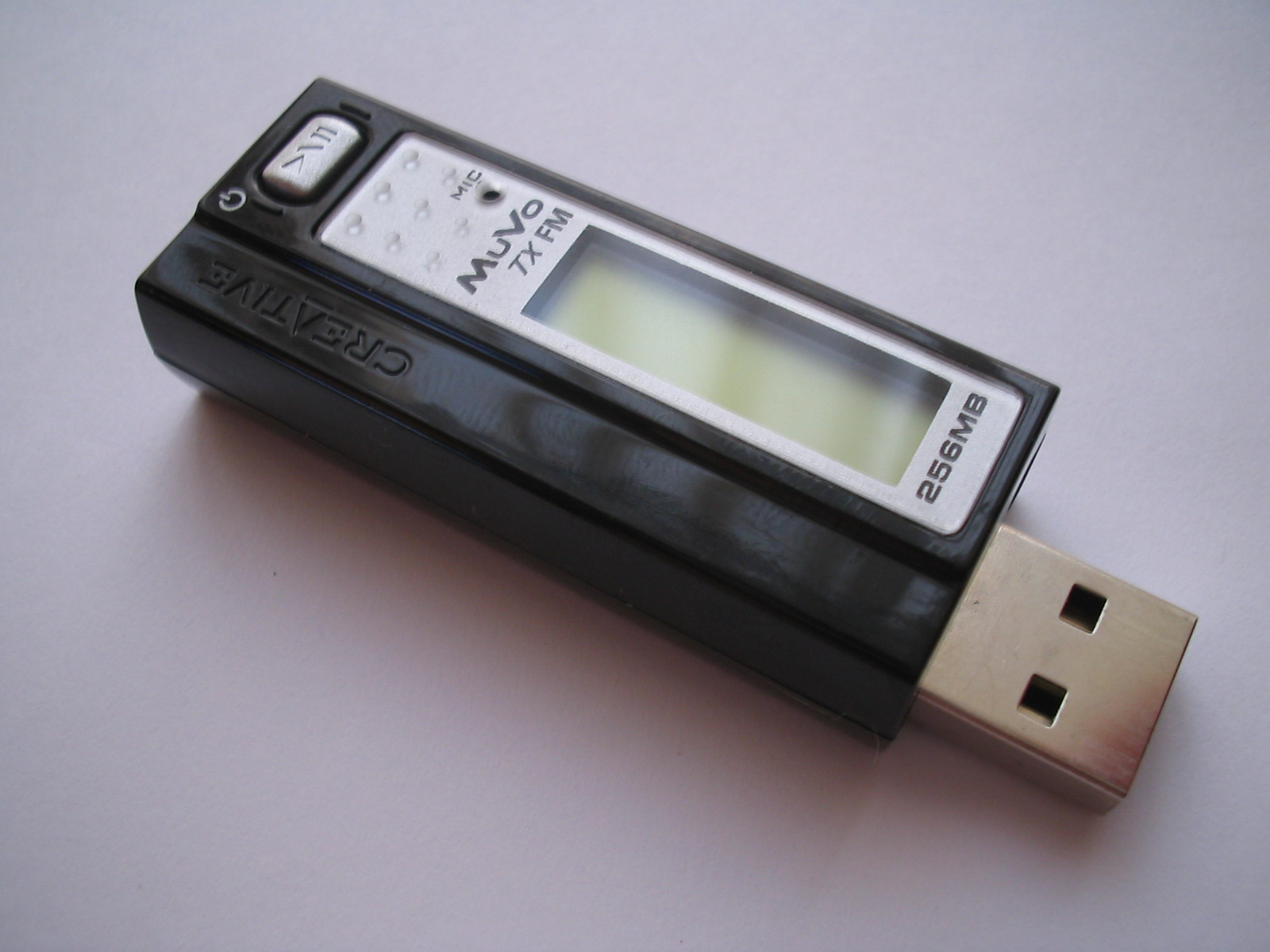
Mniejsza część Creative MuVo TX FM – odtwarzacza z wtykiem USB

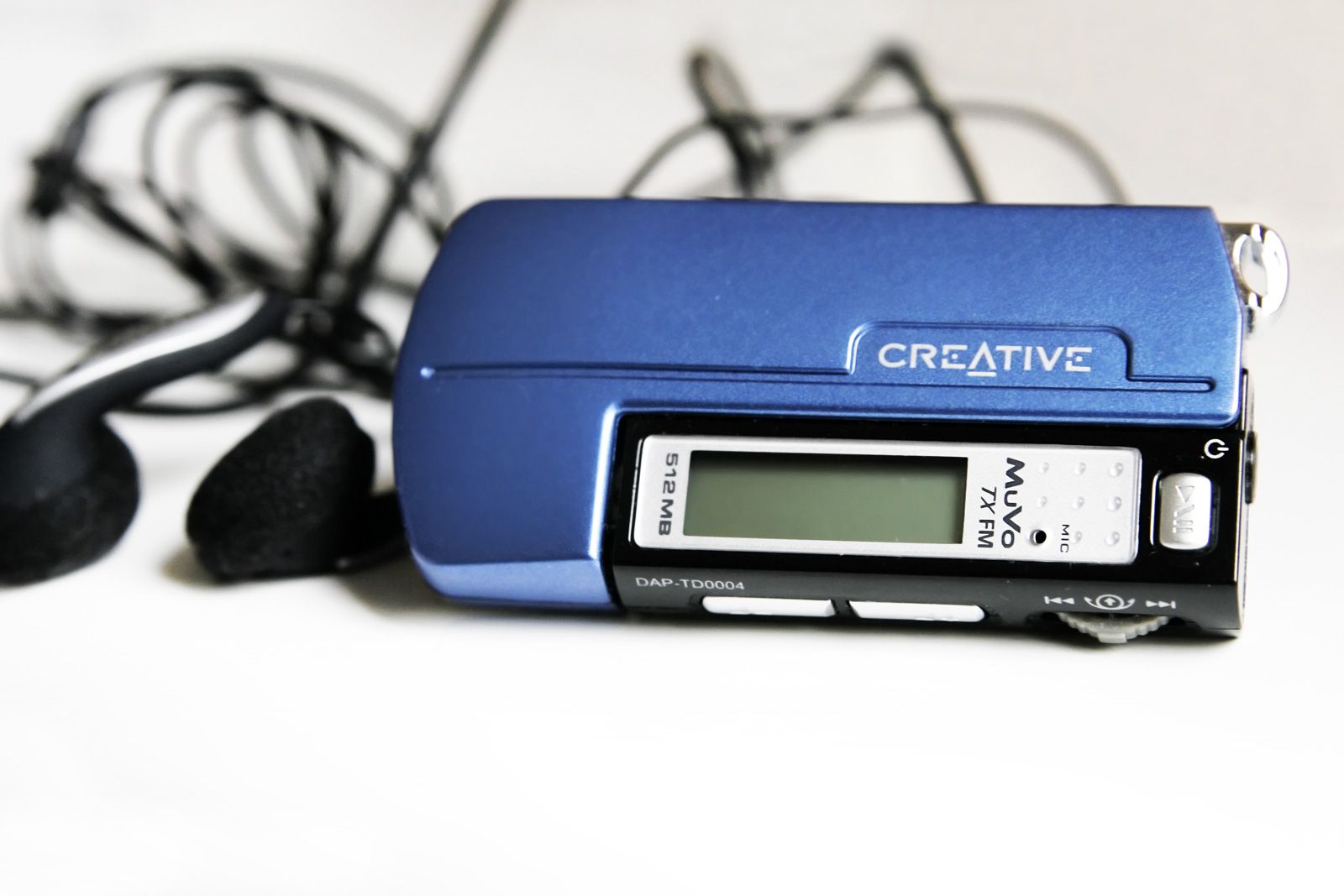
Creative MuVo TX FM z pamięcią 512 MB

Creative Labs MuVo (MuVo to skrótowiec od Music Voyager) – stworzona przez firmę Creative Technology linia odtwarzaczy MP3 wyposażonych w pamięć flash. Często produkty tej linii reklamowane są jako odtwarzacze MP3/WMA oraz pendrajwy. Niektóre modele oferują możliwości nagrywania dźwięku, słuchania stacji radiowych FM lub pokazywanie plików multimedialnych lub graficznych.
Większość modeli z linii MuVo (jak pokazany na zdjęciu MuVo TX FM) jest podzielona na dwie oddzielne części, z których mniejsza funkcjonuje jako odtwarzacz oraz pendrajw, a większa jest używana jako moduł baterii.
W listopadzie 2005 dostępnych było jedenaście produktów z tej serii.